# 广东省经济
广东经济，是指中華人民共和國廣東省的經濟。作为中国改革开放的前沿阵地，广东为中国经济第一大省，国内生产总值、地方一般公共预算收入、社会消费品零售总额、进出口总额、金融机构存款均居全国首位，其中经济总量于2020年突破10万亿元（约1.56万亿美元），约占全国GDP的10%，经济规模超过西班牙、澳大利亚，接近俄罗斯、韩国等国家。
广东有发达的制造业，珠江三角洲地区是全国乃至全球的制造业基地，以陶瓷为主的建筑材料、以家具为主的居家装饰、以服装为主的轻纺产品一直主导中国内地市场，家电、电子产品、食品等传统产业仍旧有较强的市场占有率和辐射力。计算机、通信和其他电子设备制造业、电气机械和器材制造业、汽车制造业为广东的三大工业支柱行业。广东经济属于外向型经济，外贸进出口总额占全国四分之一，是全国外贸依存度最高的省份。
同时，广东也是全国区域经济发展极其不平衡的省份，珠江三角洲地区与粤东西北存在巨大的发展鸿沟，截至2020年，全省超过三分之二的地级市人均GDP未能达到全国平均水平，尽管广州、深圳、珠海、佛山人均GDP已迈入发达国家门槛，但大部分地市人均GDP尚不敌中西部省份，最低的梅州更低于全国最低省份甘肃省的平均水平。
广东特别是珠三角地区经济发展模式存在一些问题和缺陷，经济对外依存度相对偏大，产业层次较低、企业规模偏小、资源消耗较大，经济学家甚至担忧出现产业空洞化的隐忧。珠三角地区经济发展以外资推动型为主，随着该地区土地供应接近枯竭以及低工资优势的逐渐丧失，资本的逐利性必然使外资将产业和资金转向其它成本低的区域。

## 经济发展史

### 先秦至秦汉时期
距今五六千年前，今广东省境内一带尚处于新石器时代晚期，粤北以稻作农业经济为主的石峡文化，已经出现财产私有化和初步的贫富划分。当中原地区早在先秦时就已步入文明社会时，岭南地区因为地处偏远，加之地势起伏，交通不便，故长期以来与中原地区处于相对隔绝的状态，经济发展缓慢，生产力水平低下，游猎与捕鱼是其重要的生活部门，而农业生产则依旧处于“刀耕火种”的原始农业生产状态。
秦及两汉年间，由于统治者实行“移民实边”政策，以及北方战乱等原因，大批中原汉人南迁至岭南地区，一方面为岭南地区输入了大批劳动力，另一方面将北方先进的农业知识、技术及“铁犁牛耕”的生产方式带到了岭南地区，加速了其进入农业文明的进程。除了水稻等粮食作物之外，岭南地区也开始尝试耕作橄榄、桔、桃、荔枝、龙眼等经济作物。岭南地区的手工业，也都在不同程度上获得了从无到有的初步发展，制陶业、铸铜业、造船业已有一定规模。随着社会财富的增加，商品交换也日渐频繁，而灵渠的开凿，岭南“新道”的修筑，对武水上游险滩的整治，也便利了中原和岭南地区的商业往来，岭南地区从中原引进生产生活用具，又向中原各地输出瓜果蔬菜、手工制品和海外舶来品。番禺（即今广州）开始成为岭南最大的商业城市和货物集散地，合浦、徐闻是当时对外贸易的重要进出口港。

### 唐代至明清时期
唐代，张九龄主持开凿南北交通要道大庾岭路，广东与中原的经济交往渐趋频繁。珠江三角洲一带普遍推行一年两熟的耕作制度，出现了全国最早的商品性鱼苗育养，水果和花卉种植也非常盛行。丝织、陶瓷不但在国内市场占有重要地位，更畅销海外。广州已成为世界性的贸易都会，促使了国内市舶贸易管理制度的诞生。
宋代，珠江三角洲地区开始大规模围垦造田、修筑水利，粮食产量大大提高，结束了粮食靠异地接济的历史，在自给自足之余还能远销内陆。
明清时期，在围垦沙田、开垦荒地政策大力鼓励下，广东耕地面积大量增加，耕作方式也由粗放转为集约经营，开始走在全国农业生产前列。以水果为主的商品性农业地位空前，更影响到了粮食作物的种植和供给。同时，冶铁业迅速崛起，佛山成为当时全国有名的铸铁产地。由明正德年间兴起的石湾陶瓷享有极高声誉。清乾隆年间，粤海关成为全国对外通商唯一口岸，广州十三行因一口通商垄断进出口商品交易，直至鸦片战争后开放五口通商，广东对外贸易急剧衰落。清末，广东成为中国民族资本主义的最早诞生地。

### 民国时期
民国初年，广东的民族资本主义得到了初步的发展，使用蒸汽或电力为动力的工厂数居全国各省之首，增长速度极快，也开始出现如先施公司、大新公司等大型的民族资本主义企业，进出口贸易货值逐年增多。但由于军阀混战，政局变化频繁，广东地方经济屡次陷入停滞。陈济棠治粤时期，整顿税收，改革金融，鼓励工商业，改善交通，垦荒种蔗，使广东的经济步入短暂的相对繁荣时期。抗日战争及解放战争时期，大量企业因战停工破产，大片农村耕地处于荒废状态，物价飞涨，经济处于崩溃边缘。

### 中华人民共和国建国初期
中华人民共和国建立初期，考虑到广东地处热带、亚热带，农业发展条件较好，国家确定广东经济建设的方向是“以农业为重点，兼顾发展工业”，重点发展制糖、造纸和金属冶炼产业，同时对资本主义工商业进行社会主义改造，基本上实现全行业公私合营。1949年以前，广东经济以农业和轻工、手工业为主，如火柴、橡胶、卷烟、纺织、五金制造。1949年以后，国民经济处于恢复时期。1958年至1962年，在“大跃进”开始后兴建了一批大中型企业，和其他省份一样，农村出现“共产风”、“浮夸风”，粮食产量连续三年减产，农业总产值年平均下降3.6％；一批工厂下马，工业生产下降。1963年开始至1965年，恢复农业和加强日用消费品的生产，遭受破坏的经济得到迅速恢复和发展。进入“文革”的“十年动乱”时期，农业生产徘徊，工业生产一度下降，生产布局、经济结构不合理，经济比例失调，经济发展速度缓慢。改革开放以前30年，广东经济发展极为缓慢，到1978年，全省GDP总量才达到185.85亿元，人均370元；产业结构上，农业经济占29.8％，二产业占46.6％，三产业占41.0％。

### 改革开放后
1978年7月，中共中央、国务院批准广东省在对外经济活动中实行特殊政策和灵活措施。1980年8月26日，全国人大批准深圳、珠海、汕头和厦门四个经济特区，其中三个就在广东省境内；1985年2月17日，批准成立“珠江三角洲经济开放区”，以深圳、东莞为代表的珠三角东部成了香港加工业的外迁地。凭借毗邻港澳、华侨众多及国家优惠政策优势，广东省率先在全国实行改革开放，一跃成为中国大陆第一经济大省，年均经济增长超过13%。到2007年，人均GDP将近为全国平均水平的2倍。陆地面积仅占全国1.85%的广东省，贡献了占全国1/9的经济总量、七分之一财税收入、四分之一的外资总额、三分之一外贸总额，广东经济发展被誉为“广东模式”、“珠江模式”。
改革开放初期，广东率先发展以纺织服装、食品饮料和小家电为代表的轻工业，以港资为重要动力发展“三来一补”外向型经济。20世纪90年代中后期，随着全球信息技术革命和产业结构调整，珠三角开始承接台湾等发达地区产业转移，参与全球电子信息产业国际分工。进入21世纪后，广东为了提升、优化工业结构，提出工业发展的“适度重型化”战略，引进汽车、石化、重型装备工业为代表的重化工业产业集群。2001年，广东省提出工业产业结构调整实施方案，将全省六大支柱产业（电子信息、电器机械、石油化工、纺织服装、食品饮料、建筑材料）和三大潜力产业（汽车、造纸、制药）产品分类，鼓励发展类产品、改造提高类产品、限制、淘汰禁止类产品。

## 經濟數據
广东是中国经济总量最大和发展最快的省份。总量（按GDP），在中華人民共和國省级行政区中从1978年的第5位上升至1989年稳居第1位，为对中国经济贡献最大的省份。
1979-2007年29年，按总量现价的绝对数比，2007年GDP总量为1978年的165.05倍；按不变价格推算（以同期全国平均物价水平为基准），GDP年平均增长率13.1％，增长速度居全国第1位。1978-2008年31个年份，除1979、1981、1983和1989年以外，其余27年GDP均超过10％的年增长率，最高年份1993年GDP增幅达到23％。广东GDP总量在全国的位次从1978年的第5位，到1989年上升至稳居第1的位置；2007年，广东GDP总量（最终核实数）达到30,673.71亿元，比上年同比增长14.5％，GDP占全国的比重达到11.2％；其中第一产业1,746.23亿元，占GDP比重为5.69％；第二产业15,938.20亿元，占51.96％；第三产业12,989.28亿元，占42.35％。广东GDP总量对全国的贡献率：1989年，广东GDP总量占全国的比重超过8％上升至8.37％；1993年突破10％，达到10.1％；2001年突破11％，达到11.1％。2001－2007年，广东GDP总量占全国的比重一直维持在11％以上的水平。
广东GDP总量，1988年首次突破1千亿元人民币，1992年突破2千亿元人民币，2000年突破1万亿元人民币，2005年突破2万亿元人民币，2007年GDP突破3万亿元人民币。按美元折算，1998年突破1千亿美元，达到1,030亿美元；2004年超过2千亿美元，达到2,279亿美元；2007年GDP总量达到4,033.89亿美元；2008年达到5,145亿美元。广东为人均GDP最高的省份之一，人均GDP仅次于上海、北京、天津、浙江和江苏5省市一直处在前6位。广东省1985年人均GDP过1千元，1995年人均GDP过5千元，1997年人均GDP过1万元，2004年人均GDP过2万元，2007年人均GDP过3万元；按美元折算，1988年人均过5百美元，1995年人均过1千美元，2003年人均过2千美元，2008年人均过5千美元。
根据第二次经济普查对GDP的修订数据，2008年广东GDP总量达到36,796.71亿元人民币（折合5,298.23亿美元），其中第一产业1,973.05亿元人民币，占GDP的比重5.36％；第二产业18,602.20亿元人民币，占GDP的50.55％；第三产业16,321.46亿元人民币，占44.36％
。按初步核算的结果，2009年广东省GDP总量39,081.59亿元（折合5,721.21亿美元），比上年增长9.5%。其中，第一产业2,006.02亿元（折合293.66亿美元），增长4.9%，对GDP贡献率为2.5%；第二产业19,270.48亿元（折合2,821.03亿美元），增长8.7%，对GDP贡献率为48.4%；第三产业17,805.09亿元（折合2,606.51亿美元），增长11.0%，对GDP贡献率为49.1%；人均GDP40,748元（折合6,965美元）。
| 年份            | 指标比较  | GDP      | 各产业增加值 | 各产业增加值 | 各产业增加值      | 各产业增加值        | 各产业增加值 |
| 年份            | 指标比较  | GDP      | 第一产业     | 第二产业     | 工业 （第二产业） | 建筑业 （第二产业） | 第三产业     |
| 1978            |           |          |              |              |                   |                     |              |
| 总量（亿元）    | 185.85    | 55.31    | 86.62        | 76.12        | 10.49             | 43.92               |              |
| 占全国比重（%） | 5.10      | 5.38     | 4.96         | 4.74         | 7.59              | 5.03                |              |
| 产业结构（%）   | 100       | 29.76    | 46.61        | 40.96        | 5.64              | 23.63               |              |
| 1990            |           |          |              |              |                   |                     |              |
| 总量（亿元）    | 1,559.03  | 384.59   | 615.86       | 523.42       | 92.45             | 558.58              |              |
| 占全国比重（%） | 8.35      | 7.60     | 7.98         | 7.63         | 10.76             | 9.49                |              |
| 产业结构（%）   | 100       | 24.67    | 39.50        | 33.57        | 5.93              | 35.83               |              |
| 2000            |           |          |              |              |                   |                     |              |
| 总量（亿元）    | 10,741.25 | 986.32   | 4,999.51     | 4,463.06     | 536.45            | 4,755.42            |              |
| 占全国比重（%） | 10.83     | 6.60     | 10.97        | 11.15        | 9.71              | 12.28               |              |
| 产业结构（%）   | 100       | 9.18     | 46.54        | 41.55        | 4.99              | 44.27               |              |
| 2005            |           |          |              |              |                   |                     |              |
| 总量（亿元）    | 22,557.37 | 1,428.27 | 11,356.60    | 10,489.73    | 866.87            | 9,772.50            |              |
| 占全国比重（%） | 12.20     | 6.37     | 12.96        | 13.58        | 8.36              | 13.04               |              |
| 产业结构（%）   | 100       | 6.33     | 50.35        | 46.50        | 3.84              | 43.32               |              |
| 2008            |           |          |              |              |                   |                     |              |
| 总量（亿元）    | 36,796.71 | 1,973.05 | 18,502.20    | 17,304.79    | 1,197.41          | 16,321.46           |              |
| 占全国比重（%） | 11.72     | 5.85     | 12.42        | 13.28        | 6.39              | 12.43               |              |
| 产业结构（%）   | 100       | 5.36     | 50.28        | 47.03        | 3.25              | 44.36               |              |
| 2009            |           |          |              |              |                   |                     |              |
| 总量（亿元）    | 39,482.56 | 2,010.27 | 19,419.70    | 18,091.56    | 1,328.14          | 18,052.59           |              |
| 占全国比重（%） | 11.58     | 5.71     | 12.32        | 13.38        | 5.93              | 12.19               |              |
| 产业结构（%）   | 100       | 5.09     | 49.19        | 45.82        | 3.36              | 45.72               |              |
| 2010            |           |          |              |              |                   |                     |              |
| 总量（亿元）    | 45,472.83 | 2,286.86 | 22,918.07    | 21,374.81    | 1,543.26          | 20,267.90           |              |
| 占全国比重（%） | 11.43     | 5.65     | 12.29        | 13.36        | 5.83              | 11.85               |              |
| 产业结构（%）   | 100       | 5.03     | 50.40        | 47.01        | 3.39              | 44.57               |              |

### 政府收入及開支
| 財政年度 | 一般公共預算收入 | 同比增速（%） | 一般公共預算支出 | 同比增速（%） | 盈餘(赤字) | 備註 |
| -------- | ---------------- | ------------- | ---------------- | ------------- | ---------- | ---- |
| 2023年   | 13,900億人民幣   |               | 18,500億人民幣   |               |            |      |
| 2022年   | 8,917.7億人民幣  |               | 8,767.4億人民幣  |               |            |      |
| 2021年   | 14,103億人民幣   |               | 18,223億人民幣   |               |            |      |

## 经济区域
广东经济大致分为四大区域：第一，以广州、深圳为中心的珠三角地区，包含9个地级市；第二，以潮汕地区4个地级市为主的粤东地区；第三，包含茂名、湛江和阳江3个地级市的粤西地区；第四，包含粤北与山区5个地级市的北部地区。
改革开放之前，广州是广东省内唯一的特大城市，发展水平遥遥领先于全省其他地区。全省呈现出以广州为核心的单中心空间体系格局。改革开放以来，珠江三角洲地区与粤东西北地区的发展逐渐产生了较大落差，产生了严重的区域发展不平衡和贫富差距现象。在四大区域中，仅珠三角达到中等偏上、接近高收入国家或地区的水平，其他区域经济发展甚至低于全国平均水平。

### 珠三角

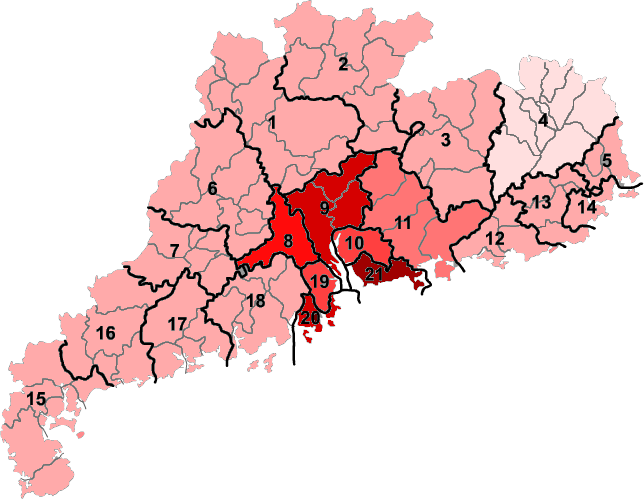
2015年，廣東各地級行政区人均國內生产总值分佈圖。屬於粵港澳大灣區的深圳、广州、珠海等地的人均生产总值相比廣東其他城市要高。

珠江三角洲地区是全省经济发展的核心，集中了全省超过八成的经济总量、超过九成五的进出口总额及外商直接投资，贡献了全省接近九成的财政收入。珠三角地区又细分为以广州为首的广佛肇经济圈、以深圳为首的深莞惠经济圈、以珠海为首的珠中江经济圈。其中，深圳、广州、佛山为省内经济规模超过一万亿人民币的城市。
| 特别行政區/市  | 位次 (GDP) | GDP (百万本币:人民币、港元、澳门元) | GDP (百万美元) | 占全省 GDP比重(%) | 位次 (人均) | 人均 (本币:人民币、港元、澳门元) | 人均 (美元) | 占全省 人均比重(%) | 2015 年末 人口 |
| -------------- | ---------- | ----------------------------------- | -------------- | ----------------- | ----------- | -------------------------------- | ----------- | ------------------ | -------------- |
| 全区           |            |                                     | 1,340,452      |                   |             |                                  | 20,255      |                    | 66,180,400     |
| 香港特别行政区 | 1          | 2,313,200                           | 296,564        |                   | 2           | 316,635                          | 40,594      |                    | 7,306,000      |
| 广州市         | 2          | 1,810,041                           | 290,611        | 24.86             | 4           | 134,066                          | 21,525      | 200                | 13,501,100     |
| 深圳市         | 3          | 1,750,299                           | 281,019        | 24.04             | 3           | 162,382                          | 26,071      | 242                | 10,778,900     |
| 佛山市         | 4          | 800,392                             | 128,507        | 10.99             | 6           | 107,716                          | 17,294      | 160                | 7,430,600      |
| 东莞市         | 5          | 627,506                             | 100,749        | 8.62              | 8           | 75,213                           | 12,076      | 112                | 8,343,100      |
| 惠州市         | 6          | 314,003                             | 50,415         | 4.31              | 9           | 66,433                           | 10,666      | 99                 | 4,726,600      |
| 中山市         | 7          | 301,003                             | 48,327         | 4.13              | 7           | 93,782                           | 15,057      | 140                | 3,209,600      |
| 澳門特别行政区 | 8          | 353,230                             | 44,154         |                   | 1           | 551,000                          | 68,875      |                    | 643,000        |
| 江门市         | 9          | 224,002                             | 35,965         | 3.08              | 10          | 49,563                           | 7,958       | 74                 | 4,591,500      |
| 珠海市         | 10         | 202,498                             | 32,512         | 2.78              | 5           | 125,448                          | 20,141      | 187                | 1,614,200      |
| 肇庆市         | 11         | 197,001                             | 31,629         | 2.71              | 11          | 48,813                           | 7,837       | 73                 | 4,035,800      |

### 粤东西北
粤西地区包括茂名、湛江和阳江三市，GDP占全省约7％，为传统的农业地区，城镇化发展缓慢，经济主要依赖重化工业推动，其他行业均较落后，工业化发展严重不足。
粤东地区包括潮州、揭阳、汕头和汕尾四市，GDP占全省约6％，纺织业、陶瓷业、玩具制造业、食品业、五金产业等轻工业有一定产业基础。
粵北地区包括云浮、清远、韶关、河源和梅州五市，GDP占全省约6％，是全省的生态屏障，受山区地形所限，产业以重工业或采矿业为主、农业为辅。

## 财政税收
| 地方财政一般预算收入（2007年） |          |            |         |
| 地级市                         | 地级市   | 总额(亿元) | 比重(%) |
| 合计                           | 合计     | 2785.8     | 100     |
| 其 中                          | 省级财政 | 625.42     | 22.45   |
| 其 中                          | 深圳     | 658.06     | 23.62   |
| 其 中                          | 广州     | 523.79     | 18.80   |
| 其 中                          | 佛山     | 194.54     | 6.98    |
| 其 中                          | 东莞     | 186.45     | 6.69    |

2007年，广东省地方财政一般预算收入2,785.8亿元，占全国地方财政一般预算收入的比重达到11.82％；收入来源：税收2,415.47亿元，非税收入370.33亿元。省本级财政和深圳、广州、佛山和东莞4地级市共计2,188.26亿元，占占全省的78.54％；其余17市597.54亿元，占11.46％。
2008年，来源于广东的财政收入总额达到8,470亿元，对全国财政的贡献率达到13.81％；其中税收总额7,715亿元，对全国税收的贡献率为14.2％；国税收入5,193.48亿元，地税收入2,512亿元。地方财政收入3,310.01亿元，占全国地方财政收入的11.56％；2016年时，全国各省市财政盈余约30373亿元，仅广东省和计划单列市的深圳市就分别提供9301亿元、2851亿元的财政盈余，这使广东省成为对全国财政和中央财政贡献最大的省份。

## 經濟結構

### 第一产业

#### 农业
改革开放后，农业在广东经济中所占比重逐渐降低，近年来第一产业增加值占全省地区生产总值的比重维持在4％左右，但对于经济欠发达的粤西、粤北地区而言，农业在当地仍占有重要地位。粤西的茂名、湛江为广东农业的第一、二大市，两市农业总产值占全省四分之一。广东农产品以水果和茶叶为代表，知名的农产品包括广东丝苗米、英德红茶、潮州凤凰单丛、新会柑、清远鸡、茂名荔枝、湛江菠萝、梅州柚、翁源兰花、德庆贡柑、茂名罗非鱼、湛江对虾、斗门白蕉海鲈等。
广东省主要粮食作物以水稻为主，经济类作物以甘蔗、木薯、花生、水果、茶叶、蚕桑等，每年粮食产量在1200万吨以上，产出约占全国4.7%的蔬菜、6.5%的水果、5.2%的 肉类和13%的水产品。以2009年为例，广东省农作物总播种面积有6,714.06万亩，其中粮食作物面积3,807.75万亩，占播种面积的56.71%；粮食总产量1,314.50万吨。其中水稻播种面积2,939.55万亩，占粮食作物的77.20%；稻谷产量1,058.10万吨，占粮食产量的80.49%。广东水稻生产已有3000多年的历史，为中国重要的双季稻产区。广东粮食作物除了水稻以外，其他主要为番薯、玉米等旱粮作物，2009年番薯162.43万吨，玉米产量71.49万吨。甘蔗为广东的大宗经济作物，以旱地种植为主，良种覆盖率达到95%以上。2009年，全省糖蔗种植面积227.85万亩，总产量1,253.51万吨。湛江为甘蔗主产区，其播种面积180.38万亩，占全省的79.2%；产量997万吨，占全省79.5%。木薯的三大产区分布于云浮、湛江和肇庆，2009年，全省木薯产量155.37万吨，其中三市总产量89.2万吨，占全省的57.4%。花生为主要的油料作物，每年分春秋两造。全省油料作物播种面积745万亩，产量84.64万吨；其中花生724万亩，产量83.63万吨。茶叶是广东传统的经济作物和出口商品，以英德红茶和潮州凤凰单丛茶最为著名，2010年，茶叶产量5.26万吨。
广东水果资源十分丰富，是中国著名的水果之乡，广东作为经济作物栽培的水果品种有四、五十种之多，主要有柑桔、荔枝、龙眼、柚类、芒果、香蕉、菠萝等，2004年全省水果面积986.65千公顷，总产量787.85万吨。按产量分，茂名和湛江和水果出产地，水果年产均在200万吨左右。按种类分，肇庆为柑橘主产地，2009年年产74万多吨。茂名和湛江为热带水果出产地，香蕉年产均在百万吨以上；湛江为菠萝主产地，年产过50万吨；茂名为荔枝和龙眼主产地，荔枝年产均在30万吨以上，龙眼年产在20万吨以上。
广东气候，四季适宜种植蔬菜，蔬菜品种多，也是中国反季节蔬菜的主产地。广东蔬菜区域化生产初具规模，逐步形成了城郊型商品菜生产基地、粤西北运菜生产基地、粤北夏秋反季节蔬菜生产基地、粤东加工型蔬菜生产基地和珠三角出口蔬菜生产基地五大商品蔬菜生产基地。城郊型商品菜生产基地主要围绕广东省大中型城市，建立10万公顷常年蔬菜生产基地；粤西地区利用冬季温暖的气候条件，以反季节蔬菜种植为主，为中国蔬菜南菜北运的重要组成部分；珠三角地区为出口蔬菜生产基地，年出口量70万吨左右，主要销往港澳地区、日本、东南亚等地。广东的蔬菜品种主要有菜心、芥兰、白菜、油菜、生菜、冬瓜、苦瓜、黄瓜、节瓜、萝卜、马铃薯、番薯、茄子、西红柿、四季豆、豇豆、莲藕等，2009年广东省蔬菜总播种面积为113.8万公顷，总产量2,567.17万吨；其中蔬菜产品出口总量772,053吨，出口金额为28,774万美元；蔬菜出口以新鲜蔬菜为主，出口量711,658吨，出口额为19,426万美元。
广东为中国第二大水产品出产省份和第三大海产品出产省份。2009年，全省水产品产量730.57万吨，占全国的13.6%；其中海产品产量387.36万吨，占全国的14.4%。年产50万吨以上水产品主要出产地为湛江、 阳江、 茂名、 江门、汕尾和佛山，六市总产量441.48万吨，占全省的62.8%。 年产30万吨以上海产品出产地为湛江、 阳江、 茂名、 汕尾、 江门和 汕头，六市海产品产量占全省的88.6%。湛江为最大的水产品出产地，以海产为主；其水产品产量达到100.67万吨，占全省的14.3%；其中海水产品89.11万吨，占本市水产的88.5%，占全省海产品产量的23%。六大淡水产品出产地为佛山、 肇庆、 江门、 广州、 中山和茂名，年产量均在20万吨以上，六市淡水产品产量199.18万吨，占全省的63.1%，其中尤以佛山最高，全省年产315.45万吨，佛山年产54.21万吨，占全省的17.2%。

### 第二产业

#### 电子信息产业
电子信息产业是广东的第一大支柱产业，产业规模位居全国第一，拥有国内最大的半导体及集成电路应用市场。以深圳为主的珠江东岸电子信息产业带为主要集聚区，广东为目前中国乃至世界最重要的电子产品生产基地之一，在智能终端、信息通信、集成电路设计等领域具有良好产业基础，手机等通信设备以及计算机等产品产量居全国前列。

#### 家电制造业
家电制造业是广东的传统制造业之一，规模占全国比重超过40%，其中电视机、空调、冰箱、厨房电器、照明灯饰等产品规模全国第一，是全球最大的家电制造业中心。全省已形成了一批如美的、创维、康佳、TCL、格兰仕、格力等国内外知名智能家电制造企业，同时还有大批代工企业为国际知名品牌家电贴牌生产。

#### 汽车产业
广东为中国汽车生产与消费第一大省，拥有比亚迪汽车、广汽集团两大汽车生产基地，涵盖整车及零部件研发、设计、生产、销售等产业链。

#### 石油化工业
广东拥有广州、惠州（大亚湾）、湛江（东海岛）、茂名、揭阳（大南海）五大石化产业炼化一体化基地，石油化工总量规模排在中国大陆前列。主要产品如原油、汽煤柴三大类成品油、乙烯、合成树脂、涂料、胶鞋等产量均排在全国前三名。主要集中在茂名、广州、惠州和湛江。

#### 纺织服装业
广东是全国纺织品生产和出口大省，也是全球主要服装出口基地。广东省纺织工业各大类产品、品种、质量、品牌和工业总产值、销售额等指标均领先全国。中山的休闲装，东莞的服装、毛针织，佛山的面料、针织、童装、内衣，揭阳（普宁）的衬衣等产品在国内外享有盛誉。

#### 玩具制造业
广东是全国最大的玩具生产基地，1980年代，广东玩具业在承接香港玩具业转移内迁后迅速壮大，目前世界玩具市场上超过50%的产品在广东生产，技术处于领先世界水平，其中产业最发达的汕头澄海区被称为“中国玩具之都”。

### 第三产业
广东在服务业发展上处于全国领先地位。信息传输和软件产业、交通运输和仓储邮政业、租赁和商务服务业为广东服务业的三大支柱产业。全省经济最发达的广州、深圳已经进入到服务业主导的发展阶段，两市规模以上服务业企业户数和营业收入合计分别占全省的七成和八成。

## 资料来源
- 广东门户网：广东制造业介绍（页面存档备份，存于）

1. 1 2  . （原始内容存档于2020-02-28）.
2. ↑  . www.gdasc.cn.   [2020-02-28]. （原始内容存档于2020-02-28）.
3. ↑  . gd.people.com.cn.   [2020-02-28]. （原始内容存档于2020-02-12）.
4. ↑  . www.gd.gov.cn.   [2021-10-11]. （原始内容存档于2021-10-11）.
5. ↑  .   [2009-05-18]. （原始内容存档于2008-05-10）.
6. ↑  由于采取分级核算，各省份GDP总量不等于同期全国GDP总量，实际上各省GDP合计数大大高于同期全国GDP总量。各省占全国GDP的比重取各省GDP总量与同期各省GDP合计数之百分比。
7. ↑  国家统计局 （页面存档备份，存于）：国际数据
8. ↑  根据初步核算[[[Wikipedia:格式手册/链接#章節|錨點失效]]]（2008年公报发布），2008年广东GDP总量35,696.46亿元，比上年增长10.1%。其中，第一产业1970.23亿元，增长3.7%，占GDP的比重5.52％；第二产业18,402.64亿元，增长11.4%，占GDP的比重51.55％；第三产业15,323.59亿元，增长9.1%，占GDP的比重42.93％（参见《广东省经济社会发展统计公报2008 （页面存档备份，存于）》）。
9. ↑  《2009年广东国民经济和社会发展统计公报 （页面存档备份，存于）》
10. ↑  2007年广东省地方财政数据来源于《广东统计年鉴2008》
11. ↑  新华网 （页面存档备份，存于）：2008年全国财政总收入61,316.9亿元，广东省统计局/2008年度国民经济主要指标 （页面存档备份，存于）：来源于广东的财政总收入8,470亿元。
12. ↑  .   [2009-05-22]. （原始内容存档于2016-03-04）.
13. ↑  2008年全国税收总收入完成54219.62亿元，较上年增长18.8%，同比增收8597.65亿元（人民网：2008年全国税收54219.62亿元 （页面存档备份，存于））。
14. ↑  天涯网：2008年广东省国民经济主要指标 （页面存档备份，存于）
15. ↑  2008年，全国财政总收入61,316.9亿元，其中中央本级财政收入32,671.99亿元，地方本级财政收入28,644.91亿元（财政部：《关于2008年中央和地方预算执行情况与2009年中央和地方预算草案的报告 （页面存档备份，存于）》）
16. ↑  . 新浪网. 2017-08-07  [2018-04-30]. （原始内容存档于2018-04-30） （简体中文）.
17. ↑  .   [2011-08-09]. （原始内容存档于2015-05-01）.